# سلافا
سلافا (بالصربية: Слава) هو تقليد مسيحي أرثوذكسي صربي لتبجيل قديس معين والذي يعتبر شفيع الأسرة؛ وينتشر التقليد بين الصرب وسكان مونتينغرو والمقدونيين. تحتفل الأسر المسيحية سنويًا بعيد السلافا وذلك في يوم عيد شفيعها. في سنة 2014 تم إعلان عيد السلافا من قبل اليونسكو في قائمة التراث الثقافي غير المادي.
يرتبط العيد بشكل خاص مع الصرب، والذين يعتبرونه جزء من التقاليد الوطنيّة والشعبيَّة. التقليد هو علامة عرقية هامة للهوية الصربية. وتجتمع الأسرة الموسعّة المكونة من عدة أجيال في منزل كبير العائلة لتبجيل القديس شفيع أو راعي الأسرة. كذلك تم الحفاظ على تقليد السلافا بين الشتات الصربي حول العالم. كما ويتم الإحتفال بالسلافا بين جماعات عرقية مسيحية أخرى في شمال ألبانيا، والجبل الأسود، وكذلك في غوراني في كوسوفو.
تقام على شرف المناسبة موائد عائلية؛ والتي يسبقها حضور القداس في الكنيسة والمشاركة في القربان المقدس. يعتبر عشاء السلافا الذي يتم في ليلة العيد أو مأدبة الغداء والذي يتم في يوم المناسبة، جزءًا هامًا من الإحتفال بالعيد. يُقام على شرف المناسبة مأكولات خاصة بالإضافة إلى كعك مخصوص لمناسبة السلافا.
يختلف ميعاد العيد من أسرة لأسرة لكن غالبًا ما تتخد الأسر الصربية عدد من القديسين كشفيع منهم القديس نيكولاس (ويقع عيده في 19 ديسمبر)، والقديس جرجس (6 مايو)، والقديس يوحنا المعمدان (20 يناير)، والقديس ديميتريوس (8 نوفمبر)، القديس ميخائيل (21 نوفمبر) والقديس سابا (27 يناير). التواريخ المعطاة هي من التقويم الميلادي الغريغوري إذ تسخدم الكنيسة الصربية الأرثوذكسية التقويم اليولياني.

## معرض صور

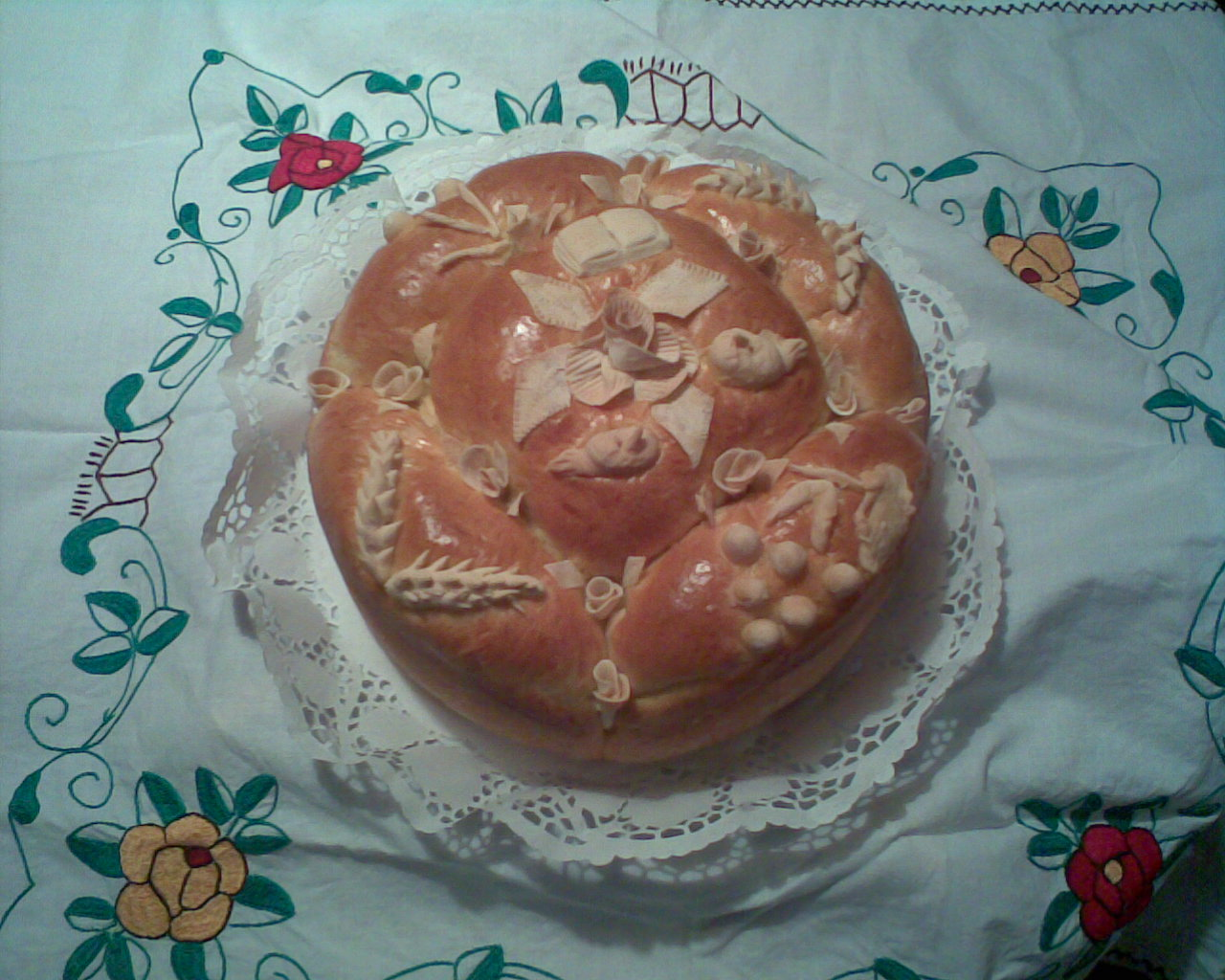
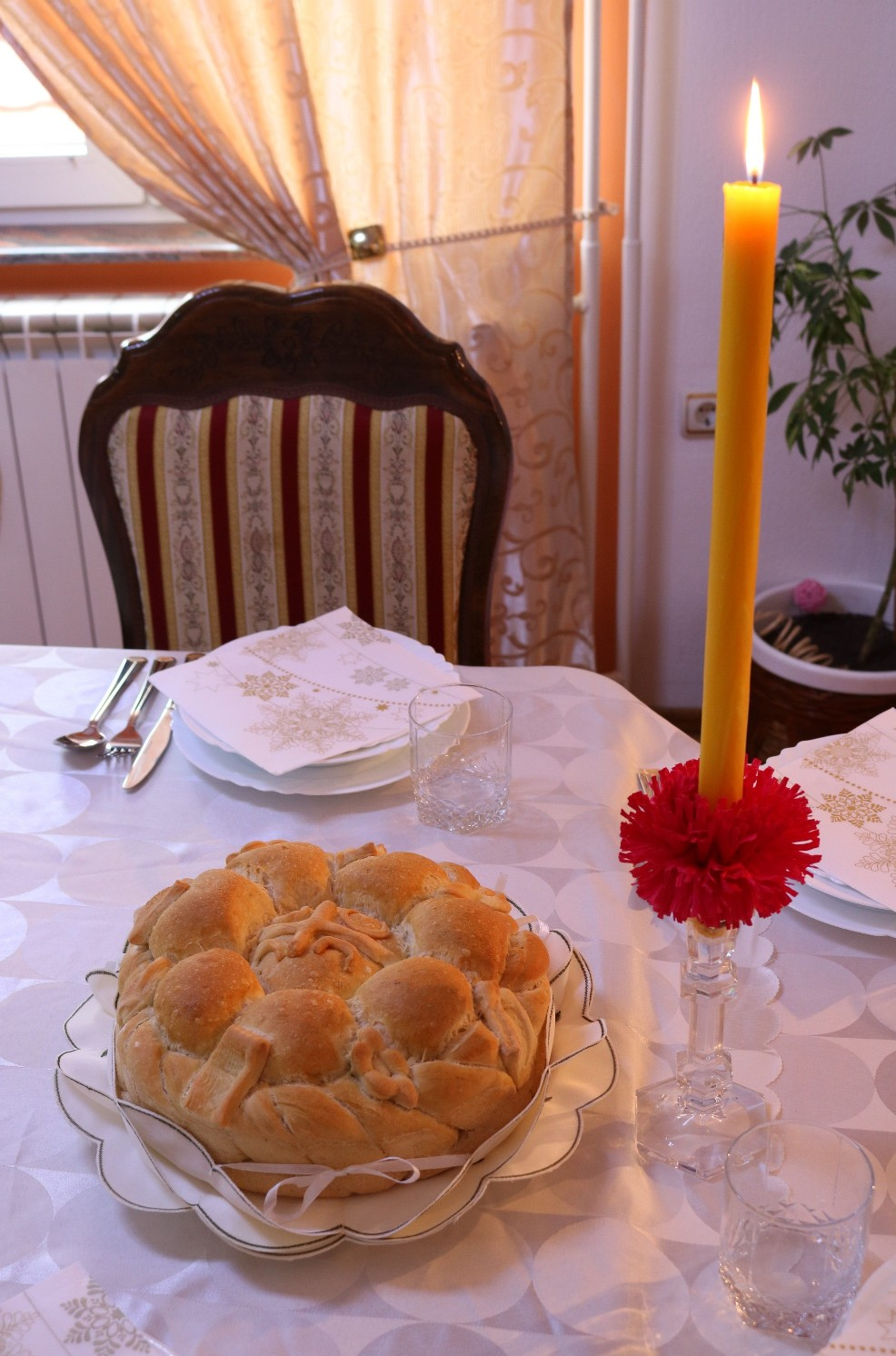
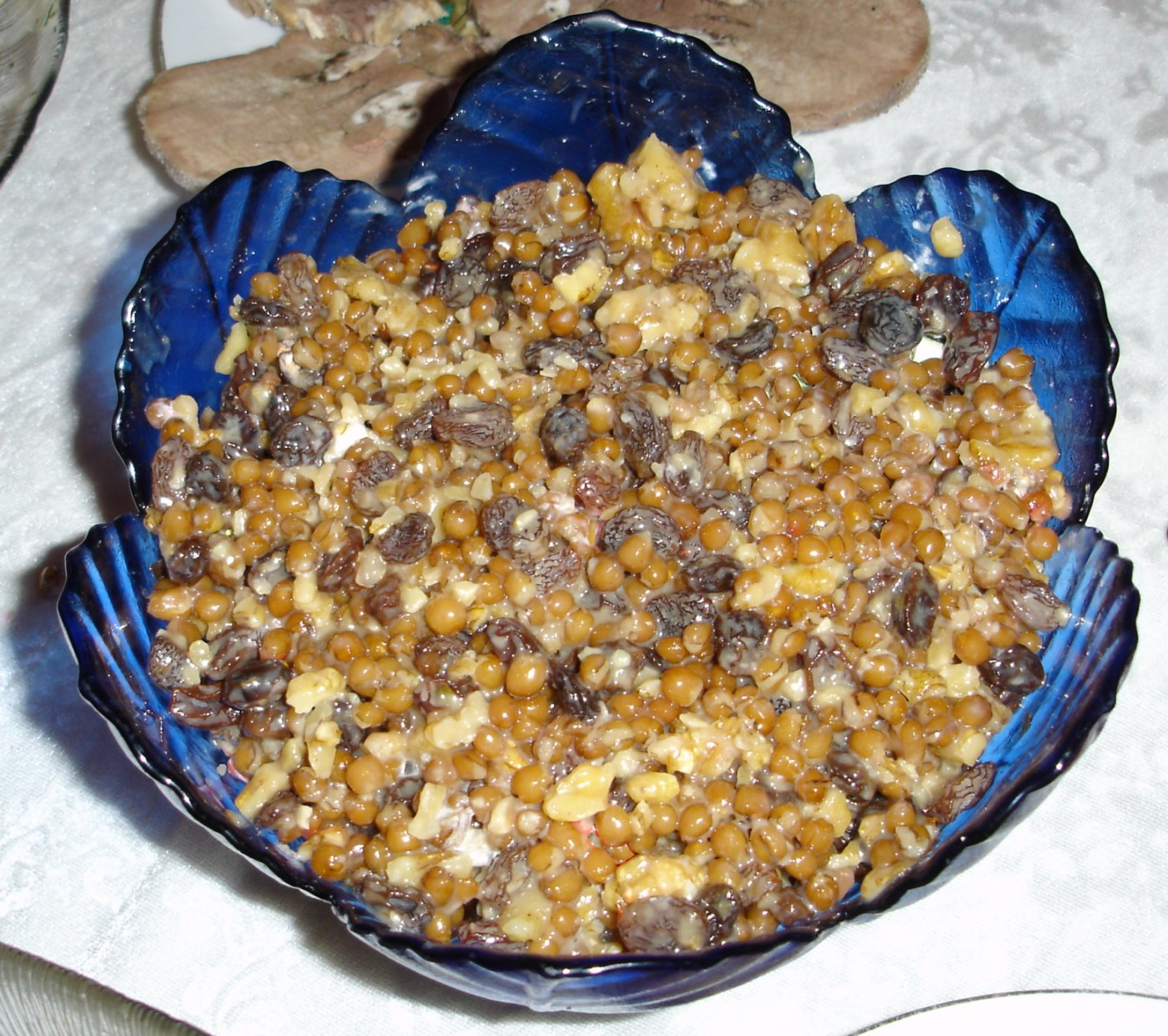
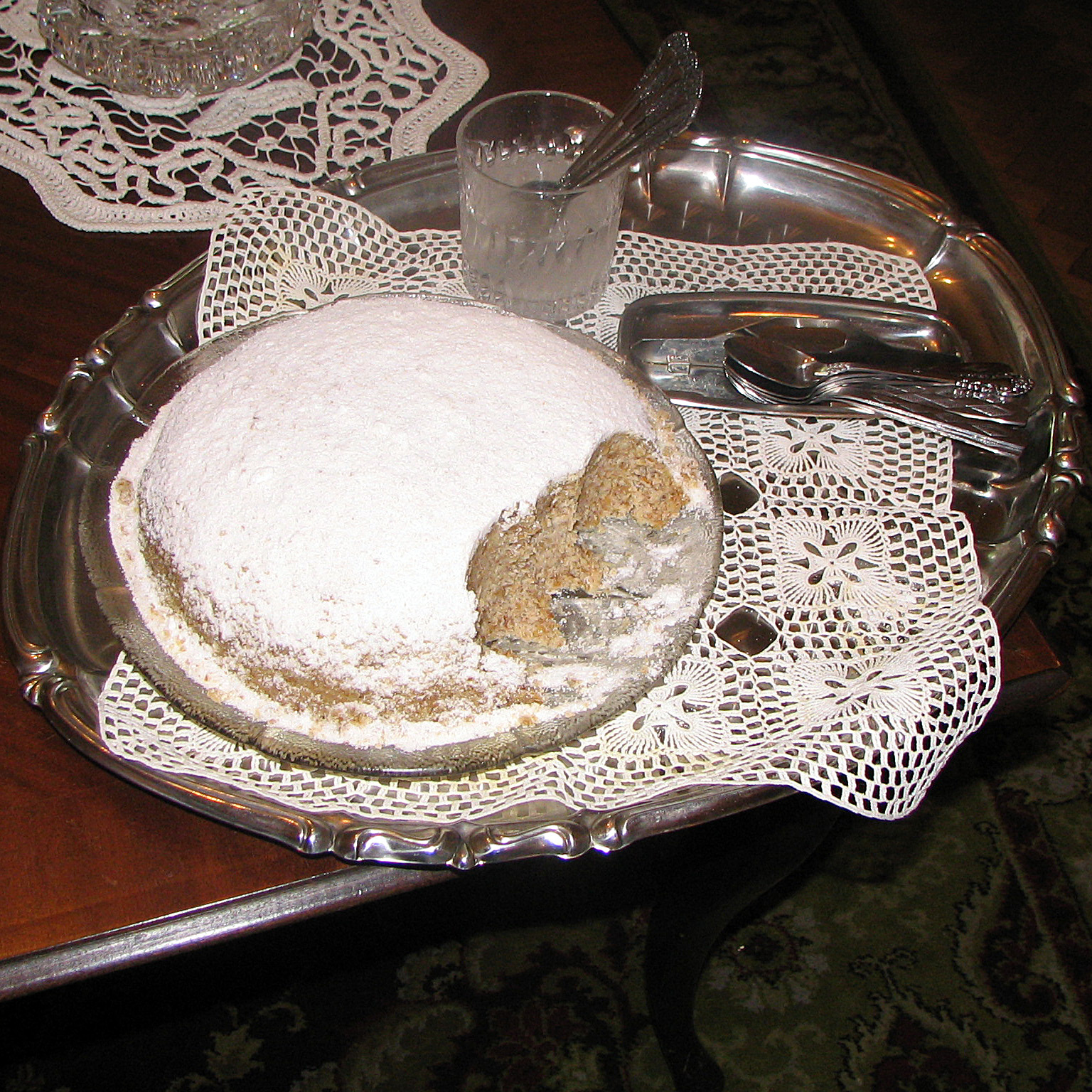